# Helenium radiatum
Helenium radiatum là một loài thực vật có hoa trong họ Cúc. Loài này được (Less.) Seckt mô tả khoa học đầu tiên.